# 3748 Tatum
3748 Tatum (1981 JQ) là một tiểu hành tinh vành đai chính được phát hiện ngày 3 tháng 5 năm 1981 bởi E. Bowell ở Flagstaff (AM). Nó được đặt theo tên Jeremy B. Tatum, một nhà thiên văn học Anh Canada và cựu giáo sư ở Đại học Victoria.